# Stegoceras
Stegoceras ("rohatá střecha") byl rod býložravého ptakopánvého dinosaura z čeledi Pachycephalosauridae. Žil na území dnešní Severní Ameriky v období svrchní křídy (geologické souvrství Dinosaur Park a souvrství Fruitland).

## Popis
Šlo o menšího dinosaura velikosti většího psa (délka zhruba 2 až 2,2 metru, hmotnost kolem 40 nebo jen 16 kilogramů. Tento rod popsal v roce 1902 kanadský paleontolog Lawrence Lambe. Jde o jednoho z nejlépe dochovaných pachycefalosauridních dinosaurů, sloužících jako model také pro jiné zástupce této čeledi.

## Historie
Ve 20. až 40. letech minulého století byl tento býložravec dokonce řazen do příbuzenstva teropoda rodu Troodon (na základě podobnosti dentice). To se však s objevem dalších pozůstatků ukázalo jako nesmyslné. Je pravděpodobné, že tito dvounozí dinosauři se ztluštělými lebkami žili ve stádech podobných dnešním ovcím tlustorohým. Mohli se také utkávat v soubojích o samice nebo teritorium, při kterých do sebe vráželi dómy na lebkách, to však nebylo dosud jednoznačně prokázáno. Nové studie také naznačují, že v průběhu ontogeneze docházelo u těchto dinosaurů k výrazným remodelacím a změnám struktury lebky. Zdá se proto, že některé dříve samostatně popsané taxony (např. rod Ornatotholus) jsou ve skutečnosti jen vývojovými stadii stegocera.
Gravitholus albertae, formálně popsaný roku 1979, je podle nových výzkumů pravděpodobně plně dospělým exemplářem rodu Stegoceras.

## Nový druh
V létě roku 2011 publikovali paleontologové Steven E. Jasinski a Robert M. Sullivan nový druh tohoto rodu, který dostal jméno Stegoceras novomexicanum (druhové jméno se vztahuje ke státu, ve kterém byly fosílie objeveny - Novému Mexiku). Naopak některé druhy byly později z tohoto rodu vyňaty a získaly vlastní generické jméno - to je příklad čínského druhu Sinocephale bexelli.
Do tohoto rodu by mohly ve skutečnosti spadat i dva jiné rody, pojmenované Hanssuesia a Gravitholus.